# Ellobius tancrei
Ellobius tancrei är en däggdjursart som beskrevs av Blasius 1884. Ellobius tancrei ingår i släktet mullvadslämlar och familjen hamsterartade gnagare. IUCN kategoriserar arten globalt som livskraftig. Inga underarter finns listade i Catalogue of Life.

## Utseende
Arten når en kroppslängd (huvud och bål) av 95 till 130 mm, en svanslängd av 8 till 20 mm och en vikt mellan 30 och 88 g. Den mjuka pälsen varierar mellan olika toner av brun och grå. Undersidan är hos några individer nästan vit. Kännetecknande är en mörkbrun fläck mellan ögonen och öronens hål. Som hos andra mullvadslämlar utgörs de yttre öronen bara av en 4 mm hög vulst. Svansen har en liten tofs av gråvita hår. Klorna vid fötterna är ganska små för en art som gräver i jorden. Ellobius tancrei gräver mer med de stora framtänderna än med fötterna.

## Utbredning och habitat
Denna gnagare förekommer i centrala Asien. Habitatet utgörs av halvöknar samt av stäpper och andra gräsmarker. Där vistas arten gärna i fuktiga dalgångar och nära stranden av vattendrag eller insjöar.

## Ekologi
Individerna gräver underjordiska tunnelsystem med gångar som har en diameter av 5 till 6 cm. Hålrum för lagring av föda och för vilopauser ligger vanligen 50 till 70 cm under markytan. Ellobius tancrei kan vara aktiv på dagen och på natten men på dagen syns den sällan utanför boet. Den äter främst underjordiska växtdelar som rötter och rotfrukter. Artens varningsläten påminner om fåglarnas kvittrande.
Fortplantningen sker under årets varma månader mellan april och september. Honor kan ha upp till sju kullar per år. Dräktigheten varar cirka 26 dagar och sedan föds 3 till 4 ungar, vid bra tillgång till föda upp till 7 ungar per kull. Vanligen ligger 34 till 36 dagar mellan två kullar. Ungarna diar sin mor cirka två månader och de blir könsmogna en månad senare.